# Кукольный дом (телесериал)
Кукольный дом (англ. Dollhouse) — американский научно-фантастический сериал 2009 года от Джосса Уидона — создателя таких сериалов, как «Баффи», «Ангел» и «Светлячок». Премьера состоялась 13 февраля 2009, в пятницу, на канале FOX. На данный момент закрыт. 13-я, заключительная, серия второго сезона была показана 29 января 2010 года.
В сериале рассказывается о секретной организации, называемой Кукольным домом. Она находится в Лос-Анджелесе, в центре города под одним из небоскребов, но никто не знает где, так как это место не существует. Эта организация всего лишь часть огромной корпорации, которая имеет такие дома по всему миру. В домах живут Активы или Куклы — люди, подписавшие контракт с организацией на 5 лет при условии, что по истечении срока они лишатся части своих воспоминаний, которые были настолько тяжелы для них, что люди были готовы расстаться с частью своей жизни. Этим людям полностью стирают память и вкладывают им временные воспоминания и навыки, необходимые для выполнения заданий для богатых клиентов. В центре сериала —молодая женщина, актив по имени Эко, которая всегда отличалась от других кукол, а позже начала осознавать происходящее вокруг и самостоятельно развиваться.

## Сюжет
Это история о девушке с псевдонимом Эко (Элайза Душку), «кукле» или «активе» Лос-Анджелесского кукольного дома, одного из многих объектов, принадлежащих корпорации Россум, которая нанимает людей для исполнения желаний богачей. Эти желания очень разнообразны: от романтических встреч до криминальных мероприятий с повышенным риском для жизни. Каждому активу стирают оригинальные воспоминания и на чистое сознание программируют новые воспоминания и навыки для каждой миссии. Активы, подобные Эко, — "добровольцы", которые передали свои тела и разумы корпорации сроком на 5 лет, в течение которого их личности хранятся, записанные на жесткий диск, в обмен на огромные деньги и решение своих проблемных обстоятельств в жизни. Эко уникальна тем, что она сохранила крохи своих воспоминаний после стирания своей личности, и постепенно начинает развиваться, всё в большей степени осознавая, кем она является.
У каждого члена персонала есть своя роль в доме. Адель деВитт (Оливия Уилльямс), директор Лос-Анджелесского Кукольного дома, видит свою миссию в доме в том, что она просто дает людям то, чего они хотят; программист Тофер Бринк (Фрэн Кранц) позиционирует себя с научной точки зрения, полностью аморален; в то время как манипулятор Эко Бойд Лэнгтон (Гарри Ленникс), бывший полицейский с неизвестным прошлым, больше заботится об этике и теологии в технологиях Кукольного дома и видит свою роль в возможности ограничения любых повреждений дому и активам.
Тем временем оригинальная личность Эко, Кэролайн Фэррел, заинтересовала агента ФБР Пола Балларда (Тамо Пеникетт), чья одержимость слухами о Кукольном доме является большим риском для его карьеры. Так как Эко продолжает развиваться и учится работать за пределами каждого временного отпечатка личности или состояния покоя по умолчанию («Tabula Rasa» — чистый лист), она рискует быть отправленной на «Чердак», постоянное место для отдыха «сломанной» куклы и проблемных сотрудников Кукольного дома. Также Эко является объектом увлечения сбежавшей куклы Альфа (Алан Тьюдик) — гения и серийного убийцы, в которого случайно ввели сразу много личностей и который устроил резню в доме.
Последний эпизод первого сезона «Эпитафия первая» показывает нам постапокалиптическое будущее, в котором технологии Кукольного дома по стиранию личности повсеместно распространились, что положило конец человечеству. Также во втором сезоне показано, что конечной целью корпорации Россум является приобретение контроля над национальными правительствами и невинными людьми, не имеющими связи с Кукольным домом. Для армии была разработана технология «коллективного разума». В конце сериала показано, что несмотря на все усилия не удалось прекратить распространение технологии по стиранию личности. Безумный Тофер разрабатывает различные методы прекращения технологий, но ценой огромных жертв для себя и других. Сериал заканчивается восстановлением личностей, пока Земля все ещё лежит в руинах.

## Персонажи
| Основные персонажи |
| ------------------ |

Персонажи сериала в основном состоят из Кукол и сотрудников Кукольного дома. Активы Лос-Анджелесского кукольного дома получили свои имена из фонетического алфавита (другие кукольные дома используют свои системы имен).

### Главные персонажи
- Эко (Элайза Душку) — кукла и главная героиня сериала. Она является самым популярным активом в Кукольном доме, показала навыки, выходящие за границы параметров, которые ей даются для выполнения заданий. До стирания личности Эко была студенткой-активисткой колледжа по имени Кэролайн Фэррел, случайно раскрывшей незаконную деятельность корпорации Россум. Её парень был убит при попытке бегства из лаборатории корпорации, и убегая, Кэролайн принимает решение уничтожить корпорацию, но она была схвачена и привлечена в Кукольный дом Адель деВитт. В течение сериала постепенно приобретает способность к воспоминаниям и самоосознанию даже в состоянии «табула расы», а позже дает себе обещание найти и вернуть свою собственную личность. Достигнув самоосознания, Эко проявляет романтические чувства к Полу Балларду. Хотя её поместили на Чердак, Эко обнаруживает слабое место Россум и в союзе с Адель деВитт и Лос-Анджелесским Кукольным домом выступает против корпорации. Для получения важной информации о Россум Эко воссоединяется с личностью Кэролайн.
- Бойд Лэнгтон (Гарри Ленникс), появился в начале первого сезона, бывший полицейский и новый манипулятор Эко. У него есть сомнения насчет этичности деятельности Кукольного дома, но он держит эти мысли при себе. Позже в этом сезоне был назначен главой службы безопасности. Ничего не известно о его прошлых «моральных ценностях», но известно, что у него есть немалые навыки и контакты для того, чтобы избавиться от мертвого тела. Когда Эко возвращается после трехмесячного отсутствия, он вместе с Тофером и Баллардом держит тайну её самоосознания в секрете от Россум. Когда Эко возвращает себе личность и воспоминания Кэролайн, она узнает, что Бойд является одним из двух основателей Россум, и по-видимому появился в Кукольном доме для того, чтобы стать манипулятором Эко. После нападения Эко личность Ленгтона была стерта, после того как Тофер завершил своё приспособление для удаленной очистки памяти. В состоянии куклы Ленгтону дают гранату и приказывают взорвать здание Россума, что он и делает, погибая при этом.
- Тофер Бринк (Фрэн Кранц) — это ученый, который работает над технологиями Кукольного дома и использует их при создании и введении новых личностей в Активы. Циничное, самолюбивое и казалось бы аморальное мнение Тофера о поведении людей позволяет ему создавать различные личности куклам для их заданий. Во втором сезоне Тофер сталкивается с целым рядом моральных дилемм, в первый раз — во время получения указаний от Россум воскресить серийного убийцу. Когда ему дали указание насовсем отдать куклу Сиерру её насильнику Нолану Кеннарду, Тофер вернул её в личности Прии, которая и убила затем Кеннарда. Тофер и Бойд помогли Прии скрыть совершение убийства, и она согласилась вернуться в Кукольный дом как Сиерра. Когда Лос-Анджелесский Кукольный дом попадает под контроль Мэтью Хардинга, Тофера беспокоят амбиции Россума, касающиеся технологий Кукольного дома. Он сообщает Адель деВитт, что по его мнению план Россум состоит в том, чтобы стирать и вводить личности удаленно, и он даже разработал чертежи этого прибора. Но Адель предает его и передает его изобретение своему начальству. После этого Тофер вступил в союз с Лэнгтоном и Баллардом, узнав о полном самоосознании Эко. У Тофера возникли сильные романтические чувства к Беннет Халверсон, чьими гениальными достижениями он давно восхищался, задолго до встречи с ней. Беннет отвечала взаимностью, но была убита прежде, чем это могло развиться в более серьёзные отношения. После обнаружения Кукольного дома и выхода ситуации из-под контроля в нём развивается чувство безмерной вины (как у изобретателя технологии) в разворачивающихся событиях. В конечном итоге Тофер создает технологию для обращения процесса, который привел к стиранию личностей огромного количества людей, и жертвует своей жизнью, применяя её.
- Пол Баллард (Тамо Пеникетт) — агент ФБР, единственный из бюро верящий в существование «Кукольного дома», отчего коллеги Пола считают его ненормальным. Однако упорству и терпеливости, с помощью которых Пол стремится доказать всем существование Кукольного дома, можно позавидовать. В достижении своих целей он не остановится ни перед чем. Не имея поддержки и одобрения со стороны коллег и обладая лишь крупицами информации, которую ему периодически присылает некто неизвестный (в частности фотографию одной из кукол — Кэролайн), агент Баллард тем не менее всё ближе и ближе подбирается к Кукольному дому. Видя в нём непосредственную угрозу, руководитель Дома Адель деВитт (Оливия Уильямс) приставляет к нему под видом миловидной соседки куклу Ноябрину (Миракл Лоури). Он становится одержимым идеей вызволить из невольного рабства Кэролайн. В результате своих поисков Пол был отстранён от работы в ФБР, однако это его не остановило. Выйдя на специалиста по созданию замкнутых систем, он подтвердил свою теорию о том, что Кукольный дом скрыт от посторонних взглядов под землёй. С его помощью агент Баллард проникает в Дом, однако оказывается, что его попутчик вовсе не тот, за кого себя выдаёт. Он Альфа — кукла, бежавшая из дома после того, как в него одновременно было записано множество личностей. Его цель — Эко, так как он считает, что она единственная может пережить пересадку нескольких личностей одновременно. После того, как Альфа похитил Эко, Пол стал сотрудничать с Адель и ставшим начальником службы безопасности Дома Лэнгтоном, так как, с одной стороны, он чувствовал свою вину за то, что с его помощью Альфа проник в Дом, а с другой стороны — хотел освободить Кэролайн. Благодаря своим навыкам ему удаётся найти Альфу и вызволить Эко. Во втором сезоне Пол становится личным куратором Эко.
- Клер Сандерс (Эми Экер) — в своё время была куклой № 1, известной под именем Виски. На многие задания отправлялась вместе с Альфой, что в некотором смысле заставило их подружиться. Однако после того, как Альфа влюбился в Эко, он решил, что Виски будет мешать его возлюбленной. В результате со словами: «Пусть Эко будет номером один» он изрезал ей лицо на глазах у всего Кукольного дома. После того как Альфе были загружены все некогда принимаемые им личности, он, устроив массовую резню, убил и доктора Сандерса, человека, следившего за здоровьем кукол. Вместо того, чтобы нанимать на место Сандерса нового сотрудника, Адель решила, что гораздо проще создать куклу с его навыками и воспоминаниями, а главное — безраздельно преданную Кукольному дому. В результате после всего случившегося Виски продолжила свою работу в Кукольном доме, но уже в образе доктора Клер Сандерс. Клер очень добра и заботлива с куклами. Она часто находится в трениях с Тофером, которого буквально ненавидит. Из-за страха выйти на поверхность всё своё время доктор Сандерс проводит в Кукольном доме.

## Список серий
1.0. Эко — оригинальный пилот 

1.1. Призрак 

1.2. Цель 

1.3. Боязнь сцены 

1.4. Тихий час 

1.5. Искренняя вера 

1.6. Человек без значка

1.7. Отголоски 

1.8. Потребности

1.9. Шпион в доме любви 

1.10. Дом с привидением 

1.11. Спящая красавица 

1.12. Омега 

1.13. Эпитафия первая 

2.1. Обеты 

2.2. Инстинкт 

2.3. Моя прелесть 

2.4. Собственность 

2.5. Глаз общественности 

2.6. Левая рука 

2.7. Знакомьтесь, Джейн Доу 

2.8. Величайшая любовь 

2.9. Сокращение ущерба 

2.10. Чердак 

2.11. Доходное дело 

2.12. Доходяга 

2.13. Эпитафия вторая: Возвращение

## Создатели
- Джосс Уидон — шоураннер, исполнительный продюсер
- Дэвид Соломон — автор идеи, исполнительный сопродюсер
- Элизабет Крафт — исполнительный сопродюсер
- Сара Фэйн — исполнительный продюсер
- Элайза Душку — продюсер
- Тим Минеар — продюсер
- Стивен Денайт — продюсер